# Prąd Stały / Prąd Zmienny Tour
Prąd Stały / Prąd Zmienny Tour trasa koncertowa Lao Che, promująca ich czwarty album studyjny pt. Prąd stały / Prąd zmienny, która rozpoczęła się 4 marca 2010 roku koncertem w Kaliszu .

## Lista utworów
1. Historia Stworzenia Świata
2. Krzywousty
3. Godzina W
4. Chłopacy
5. Magistrze pigularzu
6. Urodziła mnie ciotka
7. Czas
8. Bóg zapłać
9. Populares Uber Alles
10. Sam O'tnosc
11. Wielki kryzys
12. Życie Jest Jak Tramwaj
13. Hydropiekłowstąpienie
14. Kanały
15. Do Syna Józefa Cieślaka
16. Kryminał
17. Drogi Panie
18. Czarne Kowboje
19. Prąd Stały/Prąd zmienny

## Informacje o koncertach
| Nr | Data                    | Miejsce                        | Miasto              |
| -- | ----------------------- | ------------------------------ | ------------------- |
| 1  | 4 marca 2010            | Pod Muzami                     | Kalisz              |
| 2  | 5 marca 2010 (Odwołany) | Estrada                        | Bydgoszcz           |
| 3  | 6 marca 2010            | Palladium                      | Warszawa            |
| 4  | 7 marca 2010            | Miejskie CK                    | Gorzów Wielkopolski |
| 5  | 10 marca 2010           | Alibi                          | Wrocław             |
| 6  | 11 marca 2010           | Klub Afera                     | Ostrów Wielkopolski |
| 7  | 12 marca 2010           | Słowianin                      | Szczecin            |
| 8  | 13 marca 2010           | Eskulap                        | Poznań              |
| 9  | 14 marca 2010           | CK Muza                        | Lubin               |
| 10 | 19 marca 2010           | Studio                         | Kraków              |
| 11 | 20 marca 2010           | Pod Palmą                      | Rzeszów             |
| 12 | 21 marca 2010           | MOK                            | Opole               |
| 13 | 26 marca 2010           | Graffiti                       | Lublin              |
| 14 | 28 marca 2010           | Studio im. Agnieszki Osieckiej | Warszawa            |
| 15 | 8 kwietnia 2010         | Od Nowa                        | Toruń               |
| 16 | 9 kwietnia 2010         | Klub Żak                       | Gdańsk              |
| 17 | 19 kwietnia 2010 *      | Cogitatur                      | Katowice            |
| 18 | 23 kwietnia 2010 *      | Klub Żak                       | Gdańsk              |
| 19 | 5 czerwca 2010 *        | Klub Rudeboy                   | Bielsko-Biała       |
| 20 | 2010 *                  | Semafor                        | Skarżysko-Kamienna  |

### Koncerty odwołane i przeniesione
W związku z żałobą narodową po katastrofie polskiego samolotu Tu-154M lecącego na uroczystości związane z obchodami 70. rocznicy zbrodni katyńskiej, koncert w Gdańsku został przeniesiony z 11 na 23 kwietnia, Skarżysku-Kamiennej na jesień, Katowicach z 15 na 18 kwietnia a w Bielsku-Białej z 17 kwietnia na 5 czerwca.